# Royal Swingers
Royal Swingers var namnet på en jazzkvintett från Uppsala som var verksam under 1940-talet. 
Kvintetten, som spelade så kallad Goodman-swing, vann 1941 Orkesterjournalens (OJ:s) och Nalens tävling för amatörorkestrar i småbandsklassen. I segern ingick en veckas engagemang på Nalen samt inspelning av en grammofonskiva ("stenkaka"), ej saluförd men sannolikt bevarad i privat ägo.
Åke Hasselgårds klarinettspel uppmärksammades särskilt, och hans professionella karriär kan sägas ha sin början i orkestern. Bertil Frylmark och Kurt Wärngren blev båda kända yrkesmusiker. Kvintetten, som vid OJ-tävlingen tycks ha saknat kontrabas, hade under en tid den legendariske basisten och orkesterledaren Simon Brehm som medlem.

## Medlemmar
- Åke Hasselgård - klarinett
- Gösta Eriksson - piano
- Bror Hansson - trumpet
- Kurt Wärngren - gitarr
- Bertil Frylmark - trummor

## Diskografi
- Halleluljah / Instrumental / Royal Swingers (Insp. 23.01.1946) / Musica RA 9200
- Somebody loves me / Royal Swingers (Insp. 23.01.1946) / Musica RA 9200